# 阿法纳西·科切特科夫
阿法纳西·伊万诺维奇·科切特科夫（俄语：Афанасий Иванович Кочетков，1930年3月9日—2004年6月24日）是苏联电影男演员。

## 生平
1930年生于中伏爾加邊疆區巴拉霍诺夫卡。1956年毕业于莫斯科谢普金剧院。1962年开始在莫斯科戏剧剧院演出。1979年转至马利剧院。2004年在电影《勃列日涅夫》中饰演契尔年科的形象。
2004年6月24日在莫斯科去世，安葬于特罗耶库罗夫公墓。

## 主要参演
| 年份 | 电影           | 饰演         |
| ---- | -------------- | ------------ |
| 1958 | 《蒂萨河上》   | 斯摩洛尔楚克 |
| 1961 | 《世纪之初》   | 布托夫       |
| 1975 | 《信任》       | 高尔基       |
| 1981 | 《男子汉们》   | 格里沙       |
| 2004 | 《勃列日涅夫》 | 契尔年科     |